# Mycologia
Mycologia是一個同行評審的科學期刊，收錄真菌學的論文，也包括卵菌、黏菌等已不屬於真菌界的類群之研究。於1909年創刊，由Journal of Mycology（1885年-1908年）與Mycological Bulletin（1903年-1908年，共發行了7期，其中第一期時稱為Ohio Mycological Bulletin）兩期刊合併而成，由紐約植物園發行，首任主編為美國真菌學家威廉·阿方索·默里爾。1933年，Mycologia成為美國真菌協會的官方期刊。